# Robinzoniada, anu chemi ingliseli Papa
Robinzoniada, anu chemi ingliseli Papa (georgià: რობინზონიადა ანუ ჩემი ინგლისელი პაპა Robinsoniada o el meu avi anglès a Geòrgia; rus: Робинзонада, или Мой английский дедушка Robinzonada ili moi angliski deduixka) és una pel·lícula de comèdia georgiana del 1987 dirigida per Nana Jorjadze. Es va projectar a la secció Un Certain Regard al 40è Festival Internacional de Cinema de Canes, on va guanyar la Caméra d'Or.

## Argument
La història principal de la pel·lícula s'emmarca com les reminiscències d'una dona anciana georgiana que recorda la seva història d'amor, molts anys abans, amb un treballador de telègraf anglès. Poc abans de la presa de possessió soviètica de Geòrgia el 1921, Christopher Hughes va anar a Geòrgia rural per treballar en una línia telegràfica entre el Regne Unit i l'Índia, que travessa el territori georgià. (Aquest element argumental es basa en la història real de la línia telegràfica indo-europea, construïda per Siemens el 1868-1870, i operativa fins al 1931). Després que l'Exèrcit Roig envaeix Geòrgia, els empleats britànics són recordats, però el missatge que li ordena que abandoni Geòrgia no arriba mai a Hughes, que s'ha enamorat d'Ana, una jove georgiana que viu en un poble proper. El germà de l'Ana, Néstor, però, és un líder bolxevic local. Es produeix una situació de tensió en la qual Hughes es veu atrapat entre el seu amor per l'Ana i la seva hostilitat cap al seu germà. Finalment, Hughes i Néstor es reconcilien, però al final tots dos són víctimes d'un noble venjatiu que ha estat desposseït de la seva riquesa pel nou règim.
Robinzoniada, anu chemi ingliseli Papa és la primera gran pel·lícula de Nana Jorjadze, basada en un guió del seu marit Irakli Kvirikadze. El tema de l'estranger encallat a la Geòrgia soviètica, que té una història d'amor amb una dona local, ressorgeix a la pel·lícula més coneguda de Jorjadze Shekvarebuli kulinaris ataserti retsepti. Altres característiques destacables de la pel·lícula inclouen la música, composta per Enri Lolashvili, el germà de l'actor Janri Lolashvili (que interpreta el paper d'Hughes a la pel·lícula), i l'ús d'estrangers (majoritàriament estudiants residents a Tbilisi en aquell moment) per donar veu en off als fragments de diàleg en anglès que apareixen a la pel·lícula. Un d'ells va proporcionar la veu d'Hughes al llarg de la pel·lícula, incloses aquelles escenes en què parla georgià.

## Repartiment
- Janri Lolashvili
- Nineli Chankvetadze
- Guram Pirtskhalava
- Elgudzha Burduli
- Rusudan Bolkvadze
- Tiko Eliosidze
- Daredjan Kharshiladze
- Shalva Kherkheulidze
- Gia Lejava
- Yuri Kirs